# Megacyllene unicolor
Megacyllene unicolor là một loài bọ cánh cứng trong họ Cerambycidae.